# Parc de les Morisques
Parc de les Morisques är en park i Spanien.   Den ligger i provinsen Província de Barcelona och regionen Katalonien, i den östra delen av landet, 500 km öster om huvudstaden Madrid. Parc de les Morisques ligger 171 meter över havet.
Terrängen runt Parc de les Morisques är platt åt sydost, men åt nordväst är den kuperad.Runt Parc de les Morisques är det mycket tätbefolkat, med 10 000 invånare per kvadratkilometer. Närmaste större samhälle är Barcelona, 17,3 km söder om Parc de les Morisques. I omgivningarna runt Parc de les Morisques växer i huvudsak barrskog.